# ラティフェ・テキン
ラティフェ・テキン（Latife Tekin, 1957年 - ）は、トルコの作家。現代トルコを代表する小説家の1人であり、20世紀から21世紀にかけてのトルコのアイデンティティ、都市と農村、近代化の問題などを抑圧される者の立場から表現している。

## 来歴
アナトリアのカイセリ県ビュンヤンの近郊の農村に生まれる。父親はトルコ系、母親はクルド系で、子供時代は母親や村人からお伽話を聞くのを楽しみながら育った。9歳の時にイスタンブールへ引っ越し、高校へ通いながら女性の解放を目指す活動に参加し、卒業後は公務員として働きつつ文学や政治に関心を持ち続けた。軍事クーデター（1980年）による軍政期の終了後に小説『愛すべき恥知らずの死』（1983年）で作家としてデビューし、次作『乳しぼり娘とゴミの丘のおとぎ噺』で注目された。長篇小説8作と映画の脚本を手がけ、1997年からはボドルムに移住して活動を続けている。
2003年には来日し、東京外国語大学で講演を行った。オルハン・パムクらと同じく80年代作家として知られ、作品は欧米や西アジア諸国で翻訳されている。

## 作風
テキンは簡潔な文体によって、社会で抑圧されたり差別されている人々を中心に書く。故郷の農村の言葉を意識して書いたため、当初はトルコの伝統的な文芸ジャンルである農村小説（Köy Romanları）との関連で解釈されることもあったが、テキン自身にはジャンル小説の意図はなかった。
テキンは文体を「我が家の言葉」と呼んでおり、擬音語や擬態語も多く使われている。トルコの文芸では、イスタンブールに代表される都市の言葉と、農村の言葉という大きな違いがあるが、テキンは独自の文体を確立した。この文体によって、都市の現実的な言葉とは別の方法で、現実の社会問題を描くことに成功した。
初期の2作品は、トルコにおける移住と社会の問題に深い関係がある。デビュー作『愛すべき恥知らずの死』（1983年）は、アナトリアからイスタンブールへと移り住んだテキン自身の体験をもとにしている。男性から女性、親から子供への暴力や抑圧と、自分の言葉で世界を捉える主人公が描かれている。第2作『乳しぼり娘とゴミの丘のおとぎ噺』（1984年）では、「花の丘」と呼ばれる架空の街を描いた。不法移住者たちがゴミの丘に一夜をすごす建物を作ったことがきっかけで街が生まれ、モスクや商店も建ち、やがて伝説や民謡、言語も生まれてゆく。スラムでの生活者の厳しい現実が幻想的に書かれたこの小説は、マジック・リアリズムの優れた作品として読まれるようになった。テキンの作品は、ポストモダン文学やディアスポラの文学とも関連して論じられている。

## 主な著作

### 小説
- Sevgili Arsız Ölüm (愛すべき恥知らずの死) (1983) [12][13]
- Berci Kristin Çöp Masalları (1984) [12][13]
  - 宮下遼訳 『乳しぼり娘とゴミの丘のおとぎ噺』（河出書房新社, 2014年）
- Ormanda Ölüm Yokmuş (森に死はないらしい)(2001) [12][13]

### 脚本
- Bir Yudum Sevgi (1984)[14]